# 파인메딕스
파인메딕스(Finemedix Co., Ltd.)는 대한민국의 소화기 내시경 시술기구 기업이다. 본사는 대구광역시 동구 율암로 140-9에 위치해 있다. 대표이사는 전성우이다. 위암, 대장암, 식도암 치료를 위한 내시경 점막하 박리술(ESD) 시술 시, 점막 절개·제거·지혈 기능을 동시에 수행할 수 있는 내시경 시술기기를 개발하였다.

## 역사
대구경북지역암센터 소장이자 칠곡경북대학교병원 의대교수인 전성우 소화기내과 전문의가 설립하였다

## 상장
지난 2021년 예비심사를 청구했다가 상장을 자진 철회한 적이 있으며 2024년 기술 특례상장을 위한 기술성 평가에서 각각 A등급과 BBB 등급을 받았으며 주관사를 한국투자증권을 공모가 1만원(희망공모가 밴드 9천~1만원)에 코스닥 시장에 상장하였다.

## 같이 보기
- 내시경
- 비스토스
- 뷰웍스
- 엠아이텍
- 바디텍메드
- 휴비츠

## 참고 문헌
1. ↑  “채원영, <3>전성우 파인메딕스 대표”. 《매일신문》. 2021년 12월 15일. 2025년 3월 8일에 확인함.
2. ↑  “<3>환부만 깔끔하게 도려내는 ‘클리어 컷 나이프’”. 《매일신문》. 2021년 12월 15일. 2025년 3월 8일에 확인함.
3. ↑  “의료기기 파인메딕스, 흑자전환 앞세워 특례 IPO 재도전”. 《머니투데이》. 2024년 6월 4일. 2025년 3월 8일에 확인함.
4. ↑  “권민서, '내시경 의료기기 기업' 파인메딕스, 코스닥 상장 도전”. 《데일리인베스트》. 2024년 5월 10일. 2025년 3월 8일에 확인함.
5. ↑  “이채원, 파인메딕스 전성우 파인메딕스 대표 “K-내시경을 글로벌로 확장””. 《더벨》. 2024년 12월 13일. 2025년 3월 8일에 확인함.
6. ↑  파인메딕스, 올해 본격 성장 기대감에 30%↑ 뉴스핌 2025년 03월 10일
7. ↑  “김장욱, 의료기기 전문 생산 파인메딕스”. 《파이낸셜뉴스》. 2015년 9월 1일. 2025년 3월 8일에 확인함.
8. ↑  “이경주, 의사가 만든 '내시경 칼' 파인메딕스, 상장 한다”. 《딜스토리》. 2024년 4월 25일. 2025년 3월 8일에 확인함.
9. ↑  “김효진, 의사가 설립한 소화기 내시경도구 국산화기업 ‘파인메딕스’, 상장 시동…매출 100억 우뚝”. 《더스탁》. 2024년 5월 14일. 2025년 3월 8일에 확인함.
10. ↑  “파인메딕스, 코스닥 상장 예비 심사 승인받아…올해 안 상장 추진”. 《바이오타임즈》. 2024년 8월 30일. 2025년 3월 8일에 확인함.
11. ↑  “정우태, 파인메딕스 내달 수요 예측 진행…연내 코스닥 상장 가능성”. 《매일신문》. 2024년 10월 29일. 2025년 3월 8일에 확인함.